# خف السيدة الحزيمي
خف السيدة الحزيمي (الاسم العلمي:Cypripedium fasciculatum) هو نوع من النباتات يتبع جنس خف السيدة من الفصيلة السحلبية.